# Drosophila nigriceps
Drosophila nigriceps este o specie de muște din genul Drosophila, familia Drosophilidae, descrisă de Johann Wilhelm Meigen în anul 1838. Conform Catalogue of Life specia Drosophila nigriceps nu are subspecii cunoscute.